# كأس ساموا المستقلة 2013
كأس ساموا المستقلة 2013 هو موسم من كأس ساموا المستقلة. فاز فيه Lupe o le Soaga SC ‏.